# Rabia Şermi Kadin
Rabia Şermi Kadin (turco ottomano: رابعہ شرمی قادین, lett. "primavera" e "tranquillità"; ... – Costantinopoli, 1732) è stata la terza Kadın (consorte imperiale) del sultano ottomano Ahmed III, e madre del sultano Abdülhamid I.

## Biografia
Le sue origini non sono note.
Entrò nell'harem del sultano ottomano Ahmed III nel 1724 o prima e ne divenne la terza Kadın (consorte imperiale). Diede al sultano almeno un figlio. Nel 1728 venne costruita una fontana in suo onore a Üsküdar.
Nel 1730 Ahmed III fu deposto nella rivolta Patrona Halil e sostituito con il nipote Mahmud I, figlio di suo fratello maggiore Mustafa II.
Şermi venne separata dal figlio e dovette ritirarsi, con le altre consorti e le figlie di Ahmed, nel Palazzo Vecchio, mentre i figli maschi, incluso il suo, furono rinchiusi nel Kafes di Palazzo Topkapi. 
Morì nel 1732, a Palazzo Vecchio, e venne sepolta nel Mausoleo delle Dame Imperiali, nella moschea Yeni Cami.
Non divenne mai Valide Sultan, essendo morta quarantadue anni prima dell'ascesa del figlio. Una volta sul trono, Abdülhamid I costruì la Moschea Beylerbeyi in onore di sua madre. 

## Discendenza
Da Ahmed III, Şermi ebbe almeno un figlio:
- Abdülhamid I (20 marzo 1725 - 7 aprile 1789). Divenne 27º Sultano dell'Impero ottomano dopo quarantaquattro anni di reclusione nel Kafes.